# فرازير بولوك
فرازير بولوك (بالإنجليزية: Fraser Bullock)‏ هو شخصية أعمال أمريكي، ولد في 1954.

## روابط خارجية
- فرازير بولوك على موقع أوليمبيديا (الإنجليزية)